# Liga Futbolu Amerykańskiego 9 2020
La Liga Futbolu Amerykańskiego 9 2020 è la 3ª edizione del campionato di football a 9, organizzato dalla Liga Futbolu Amerykańskiego.

## Squadre partecipanti
| Club                | Città        | Stadio | Sponsor ufficiale | Risultato nella stagione 2019 |
| ------------------- | ------------ | ------ | ----------------- | ----------------------------- |
| Angels Toruń        | Toruń        |        |                   |                               |
| Armada Szczecin     | Stettino     |        |                   |                               |
| Armia Poznań        | Poznań       |        |                   |                               |
| Barbarians Koszalin | Koszalin     |        |                   |                               |
| Białe Lwy Gdańsk    | Danzica      |        |                   |                               |
| Bielawa Owls        | Bielawa      |        |                   |                               |
| Miners Wałbrzych    | Wałbrzych    |        |                   |                               |
| Olsztyn Lakers      | Olsztyn      |        |                   |                               |
| Rhinos Wyszków      | Wyszków      |        |                   |                               |
| Rzeszów Rockets     | Rzeszów      |        |                   |                               |
| Towers Opole        | Opole        |        |                   |                               |
| Tytani Lublin       | Lublino      |        |                   |                               |
| Warsaw Eagles       | Varsavia     |        |                   |                               |
| Wataha Zielona Góra | Zielona Góra |        |                   |                               |
| Wieliczka Dragons   | Wieliczka    |        |                   |                               |

## Stagione regolare

### Calendario

#### 1ª giornata

##### Torneo di Stettino
| Stettino 29 agosto 2020 | Armada Szczecin | 22 – 14 (0-7 14-0 0-0 8-7) referto | Armia Poznań | Boisko MOSiR Szczecin |

| Stettino 29 agosto 2020 | Armia Poznań | 27 – 7 (13-0 14-7 0-0 0-0) referto | Barbarians Koszalin | Boisko MOSiR Szczecin |

| Stettino 29 agosto 2020 | Armada Szczecin | 42 – 0 (8-0 12-0 16-0 6-0) referto | Barbarians Koszalin | Boisko MOSiR Szczecin |

##### Torneo di Lublino
| Lublino 29 agosto 2020, ore 15:30 | Tytani Lublin | 20 – 14 referto | Rhinos Wyszków | Stadion Lekkoatletyczny w Lublinie |

| Lublino 29 agosto 2020, ore 17:30 | Rhinos Wyszków | 13 – 14 (0-0 0-0 7-6 6-8) referto | Warsaw Eagles | Stadion Lekkoatletyczny w Lublinie |

| Lublino 29 agosto 2020, ore 19:30 | Tytani Lublin | 0 – 20 (0-6 0-14 0-0 0-0) referto | Warsaw Eagles | Stadion Lekkoatletyczny w Lublinie |

##### Torneo di Wałbrzych
| Wałbrzych 30 agosto 2020 | Miners Wałbrzych | 12 – 18 (0-0 0-6 0-6 12-6) referto | Wataha Zielona Góra | Stadion Tysiąclecia w Wałbrzychu |

| Wałbrzych 30 agosto 2020 | Bielawa Owls | 12 – 20 (6-0 0-0 6-6 0-14) referto | Wataha Zielona Góra | Stadion Tysiąclecia w Wałbrzychu |

| Wałbrzych 30 agosto 2020 | Miners Wałbrzych | 26 – 20 referto | Bielawa Owls | Stadion Tysiąclecia w Wałbrzychu |

#### 2ª giornata

##### Torneo di Olsztyn
| Olsztyn 5 settembre 2020, ore 12:00 | Angels Toruń | 6 – 30 (0-8 0-14 0-0 6-8) referto | Białe Lwy Gdańsk | Stadion OSIR |

| Olsztyn 5 settembre 2020, ore 14:00 | Olsztyn Lakers | 33 – 14 (13-0 14-0 6-0 0-14) referto | Białe Lwy Gdańsk | Stadion OSIR |

| Olsztyn 5 settembre 2020, ore 16:00 | Olsztyn Lakers | 24 – 8 (0-0 0-0 8-8 16-0) referto | Angels Toruń | Stadion OSIR |

#### 3ª giornata

##### Torneo di Wieliczka
| Wieliczka 12 settembre 2020 | Wieliczka Dragons | 0 – 7 referto | Rzeszów Rockets |  |

| Wieliczka 12 settembre 2020 | Towers Opole | 42 – 13 referto | Rzeszów Rockets |  |

| Wieliczka 12 settembre 2020 | Wieliczka Dragons | 6 – 48 referto | Towers Opole |  |

##### Torneo di Zielona Góra
| Zielona Góra 13 settembre 2020, ore 12:00 | Armada Szczecin | 24 – 0 (8-0 8-0 8-0 0-0) referto | Miners Wałbrzych | Stadio del football americano |

| Zielona Góra 13 settembre 2020, ore 14:00 | Wataha Zielona Góra | 22 – 17 (0-0 8-14 8-0 6-3) referto | Miners Wałbrzych | Stadio del football americano |

| Zielona Góra 13 settembre 2020, ore 16:00 | Wataha Zielona Góra | 8 – 28 (0-0 8-22 0-0 0-6) referto | Armada Szczecin | Stadio del football americano |

#### 4ª giornata

##### Torneo di Opole
| Opole 19 settembre 2020 | Bielawa Owls | 45 – 0 referto | Wieliczka Dragons | Miejski Stadion Lekkoatletyczny imienia Opolskich Olimpijczyków |

| Opole 19 settembre 2020 | Towers Opole | 0 – 14 referto | Bielawa Owls | Miejski Stadion Lekkoatletyczny imienia Opolskich Olimpijczyków |

| Opole 19 settembre 2020 | Towers Opole | 28 – 0 referto | Wieliczka Dragons | Miejski Stadion Lekkoatletyczny imienia Opolskich Olimpijczyków |

##### Torneo di Toruń
| Toruń 19 settembre 2020 | Angels Toruń | 6 – 33 referto | Rhinos Wyszków | Boisko MOSiR |

| Toruń 19 settembre 2020 | Olsztyn Lakers | 21 – 7 referto | Rhinos Wyszków | Boisko MOSiR |

| Toruń 19 settembre 2020 | Angels Toruń | 20 – 39 referto | Olsztyn Lakers | Boisko MOSiR |

##### Torneo di Rzeszów
| Rzeszów 20 settembre 2020, ore 13:00 | Rzeszów Rockets | 13 – 0 (0-0 13-0 0-0 0-0) referto | Tytani Lublin | Stadion Resovii (boisko boczne) |

| Rzeszów 20 settembre 2020, ore 15:00 | Tytani Lublin | 9 – 12 referto | Warsaw Eagles | Stadion Resovii (boisko boczne) |

| Rzeszów 20 settembre 2020, ore 17:00 | Rzeszów Rockets | 0 – 6 (0-0 0-0 0-0 0-6) referto | Warsaw Eagles | Stadion Resovii (boisko boczne) |

##### Torneo di Koszalin
| Koszalin 20 settembre 2020 | Barbarians Koszalin | 0 – 38 referto | Armada Szczecin |  |

| Koszalin 20 settembre 2020 | Armada Szczecin | 12 – 8 referto | Białe Lwy Gdańsk |  |

| Koszalin 20 settembre 2020 | Barbarians Koszalin | 0 – 40 referto | Białe Lwy Gdańsk |  |

#### 5ª giornata

##### Torneo di Danzica
| Danzica 26 settembre 2020, ore 12:00 | Białe Lwy Gdańsk | 42 – 0 referto | Angels Toruń | Stadio di atletica leggera e rugby |

| Danzica 26 settembre 2020, ore 14:00 | Angels Toruń | 22 – 8 referto | Barbarians Koszalin | Stadio di atletica leggera e rugby |

| Danzica 26 settembre 2020, ore 16:00 | Białe Lwy Gdańsk | 45 – 0 referto | Barbarians Koszalin | Stadio di atletica leggera e rugby |

##### Torneo di Poznań
| Poznań 27 settembre 2020 | Miners Wałbrzych | 12 – 24 (0-8 0-8 0-8 12-0) referto | Wataha Zielona Góra | Stadion Golęcin |

| Poznań 27 settembre 2020 | Armia Poznań | 28 – 0 (14-0 14-0 0-0 0-0) referto | Wataha Zielona Góra | Stadion Golęcin |

| Poznań 27 settembre 2020 | Armia Poznań | 33 – 7 referto | Miners Wałbrzych | Stadion Golęcin |

#### 6ª giornata

##### Torneo di Bielawa
| Bielawa 3 ottobre 2020, ore 11:00 | Armia Poznań | 23 – 14 referto | Towers Opole |  |

| Bielawa 3 ottobre 2020, ore 13:00 | Bielawa Owls | 33 – 8 referto | Towers Opole |  |

| Bielawa 3 ottobre 2020, ore 15:00 | Bielawa Owls | 15 – 27 referto | Armia Poznań |  |

##### Torneo di Wyszków
| Wyszków 4 ottobre 2020 | Olsztyn Lakers | 24 – 13 (2-0 15-13 0-0 7-0) referto | Tytani Lublin | Boczne boisko Stadionu Miejskiego |

| Wyszków 4 ottobre 2020 | Rhinos Wyszków | 14 – 19 (0-0 8-0 6-13 0-6) referto | Olsztyn Lakers | Boczne boisko Stadionu Miejskiego |

| Wyszków 4 ottobre 2020 | Rhinos Wyszków | 14 – 17 (0-0 8-8 0-9 6-0) referto | Tytani Lublin | Boczne boisko Stadionu Miejskiego |

##### Torneo di Ząbki
| Ząbki 4 ottobre 2020 | Rzeszów Rockets | 18 – 0 referto | Wieliczka Dragons |  |

| Ząbki 4 ottobre 2020 | Warsaw Eagles | 21 – 6 referto | Rzeszów Rockets |  |

| Ząbki 4 ottobre 2020 | Warsaw Eagles | 28 – 0 referto | Wieliczka Dragons |  |

### Classifica
La classifica della regular season è la seguente:
- PCT = percentuale di vittorie, G = partite giocate, V = partite vinte,  P = partite perse, PF = punti fatti, PS = punti subiti

| Pos. | Squadra             | PCT   | G | V | P | PF  | PS  |
| ---- | ------------------- | ----- | - | - | - | --- | --- |
| 1    | Warsaw Eagles       | 1.000 | 6 | 6 | 0 | 113 | 56  |
| 2    | Armada Szczecin     | 1.000 | 6 | 6 | 0 | 244 | 81  |
| 3    | Olsztyn Lakers      | 1.000 | 6 | 6 | 0 | 210 | 110 |
| 4    | Armia Poznań        | .833  | 6 | 5 | 1 | 221 | 107 |
| 5    | Białe Lwy Gdańsk    | .667  | 6 | 4 | 2 | 197 | 99  |
| 6    | Wataha Zielona Góra | .667  | 6 | 4 | 2 | 92  | 129 |
| 7    | Towers Opole        | .500  | 6 | 3 | 3 | 140 | 89  |
| 8    | Rzeszów Rockets     | .500  | 6 | 3 | 3 | 57  | 89  |
| 9    | Bielawa Owls        | .500  | 6 | 3 | 3 | 167 | 93  |
| 10   | Tytani Lublin       | .333  | 6 | 2 | 4 | 59  | 97  |
| 11   | Rhinos Wyszków      | .167  | 6 | 1 | 5 | 95  | 97  |
| 12   | Miners Wałbrzych    | .167  | 6 | 1 | 5 | 74  | 141 |
| 13   | Angels Toruń        | .167  | 6 | 1 | 5 | 62  | 176 |
| 14   | Wieliczka Dragons   | .000  | 6 | 0 | 6 | 6   | 174 |
| 15   | Barbarians Koszalin | .000  | 6 | 0 | 6 | 15  | 214 |

## Playoff

### Tabellone
|  | Quarti di finale    | Quarti di finale    | Quarti di finale |                |                 | Semifinali      | Semifinali | Semifinali |  |  | III Finał LFA9 | III Finał LFA9 | III Finał LFA9 |  |
|  |                     |                     |                  |                |                 |                 |            |            |  |  |                |                |                |  |
|  | Armada Szczecin     | Armada Szczecin     | 20               |                |                 |                 |            |            |  |  |                |                |                |  |
|  | Armada Szczecin     | Armada Szczecin     | 20               |                |                 |                 |            |            |  |  |                |                |                |  |
|  | Rzeszów Rockets     | Rzeszów Rockets     | 0 d.g.s.         |                |                 |                 |            |            |  |  |                |                |                |  |
|  | Rzeszów Rockets     | Rzeszów Rockets     | 0 d.g.s.         |                | Armada Szczecin | Armada Szczecin | 34         |            |  |  |                |                |                |  |
|  |                     |                     |                  |                | Armada Szczecin | Armada Szczecin | 34         |            |  |  |                |                |                |  |
|  |                     |                     | Olsztyn Lakers   | Olsztyn Lakers | 30              |                 |            |            |  |  |                |                |                |  |
|  | Olsztyn Lakers      | Olsztyn Lakers      | Olsztyn Lakers   | Olsztyn Lakers | 30              | 20              |            |            |  |  |                |                |                |  |
|  | Olsztyn Lakers      | Olsztyn Lakers      |                  |                |                 |                 |            |            |  |  |                |                |                |  |
|  | Wataha Zielona Góra | Wataha Zielona Góra | 0 d.g.s.         |                |                 |                 |            |            |  |  |                |                |                |  |
|  | Wataha Zielona Góra | Wataha Zielona Góra | 0 d.g.s.         |                | Armada Szczecin | Armada Szczecin | 24         |            |  |  |                |                |                |  |
|  |                     |                     |                  |                |                 |                 |            |            |  |  |                |                |                |  |
|  |                     |                     | Armia Poznań     | Armia Poznań   | 21              |                 |            |            |  |  |                |                |                |  |
|  | Armia Poznań        | Armia Poznań        | Armia Poznań     | Armia Poznań   | 21              | 48              |            |            |  |  |                |                |                |  |
|  | Armia Poznań        | Armia Poznań        |                  |                |                 |                 |            |            |  |  |                |                |                |  |
|  | Białe Lwy Gdańsk    | Białe Lwy Gdańsk    | 18               |                |                 |                 |            |            |  |  |                |                |                |  |
|  | Białe Lwy Gdańsk    | Białe Lwy Gdańsk    | 18               |                | Armia Poznań    | Armia Poznań    | 28         |            |  |  |                |                |                |  |
|  |                     |                     |                  |                | Armia Poznań    | Armia Poznań    | 28         |            |  |  |                |                |                |  |
|  |                     |                     | Bielawa Owls     | Bielawa Owls   | 7               |                 |            |            |  |  |                |                |                |  |
|  | Bielawa Owls        | Bielawa Owls        | Bielawa Owls     | Bielawa Owls   | 7               | 28              |            |            |  |  |                |                |                |  |
|  | Bielawa Owls        | Bielawa Owls        |                  |                |                 |                 |            |            |  |  |                |                |                |  |
|  | Warsaw Eagles       | Warsaw Eagles       | 12               |                |                 |                 |            |            |  |  |                |                |                |  |

### Semifinali
| 17 ottobre 2020 | Bielawa Owls | 28 – 12 referto | Warsaw Eagles |  |

| Poznań 17 ottobre 2020 | Armia Poznań | 48 – 18 referto | Białe Lwy Gdańsk | Stadion Golęcin |

| 18 ottobre 2020 | Armada Szczecin | 20 – 0 (a tavolino) referto | Rzeszów Rockets |  |

| Olsztyn 18 ottobre 2020 | Olsztyn Lakers | 20 – 0 (a tavolino) referto | Wataha Zielona Góra | Boisko Dajtki |

| Poznań 24 ottobre 2020, ore 13:30 | Armia Poznań | 28 – 7 referto | Bielawa Owls | Stadion Golęcin |

| 25 ottobre 2020 | Armada Szczecin | 34 – 30 (14-6 8-6 6-6 6-12) referto | Olsztyn Lakers |  |

### III Finał LFA9
| 8 novembre 2020 | Armada Szczecin | 24 – 21 (8-7 16-6 0-8 0-0) referto | Armia Poznań |  |

## III Finał LFA9
La III Finał LFA9 è stata disputata l'8 novembre 2020. L'incontro è stato vinto dall'Armada Szczecin sull'Armia Poznań con il risultato di 24 a 21.

## Verdetti
- Armada Szczecin Campioni della LFA9 2020